# Украшенные попугаи
Украшенные попугаи (лат. Pionopsitta) — род птиц трибы Androglissini семейства попугаевых.

## Распространение
Обитают по всей тропической зоне Южной Америки.

## Описание
Попугайчики небольшие, размером с галку. Обычно зелёного цвета с жёлтым или красным хвостом. Средняя длина представителей данного рода достигает 22 см. Характерны широкие заостренные крылья, округлый и относительно короткий хвост.

## В домашних условиях
В домашних условиях попугаи неприхотливы и живут долго.

## Список видов
- Pionopsitta aurantiocephala
- Pionopsitta barrabandi
- Pionopsitta caica — Черноголовый украшенный попугай
- Pionopsitta haematotis
- Pionopsitta pileata
- Pionopsitta pulchra
- Pionopsitta pyrilia
- Pionopsitta vulturina